# Bruis
Bruis är en kommun i departementet Hautes-Alpes i regionen Provence-Alpes-Côte d'Azur i sydöstra Frankrike. Kommunen ligger  i kantonen Rosans som ligger i arrondissementet Gap. År 2018 hade Bruis 79 invånare.

## Befolkningsutveckling
Antalet invånare i kommunen Bruis
Referens:INSEE